# Taze Moore
Taze Raekwon Moore (Memphis, Tennessee; 29 de junio de 1998) es un baloncestista estadounidense que actualmente se encuentra sin equipo. Con 1,96 metros de estatura, juega en la posición de escolta. 

## Trayectoria deportiva

### Universidad
Jugó cuatro temporadas con los Roadrunners de la Universidad Estatal de California, Bakersfield, en las que promedió 8,2 puntos, 3,2 rebotes, 1,9 asistencias y 1,2 robos de balón por partido. Fue incluido en 2020 en el mejor quinteto defensivo de la Western Athletic Conference, y al año siguiente en el mejor quinteto de la Big West Conference.
En abril de 2021 fue transferido a los Cougars de la Universidad de Houston, Allí jugó una quinta temporada como universitario, en la que promedió 10,4 puntos, 4,9 rebortes y 2,9 asistencias por partido.

### Profesional
Tras no ser elegido en el Draft de la NBA de 2022, fichó por el BG Goettingen de la Basketball Bundesliga, con el que solo llegó a disputar un partido de la Eurocup antes de ser cortado el 13 de noviembre.
Fue elegido en el Draft de la NBA G League de 2022 por los Texas Legends en la novena posición, y jugó una temporada en el equipo, en la que promedió 10,9 puntos, 5,7 rebotes, 2,7 asistencias y 1,3 robos de balón por partido. La temporada siguiente disputó la Liga de Verano de la NBA con los Dallas Mavericks, equipo con el que firmó contrato el 16 de octubre de 2023, pero fue despedido antes del comienzo de la temporada, regresando a los Legends.
El 12 de enero de 2024 fue traspasado por el equipo texano a los Rip City Remix, y una semana después firmó un contrato de diez días con la franquicia matriz de los Remix, los Portland Trail Blazers.
El 18 de abril de 2024 fichó por los Vancouver Bandits de la CEBL canadiense.
El 13 de septiembre de 2024 firmó un contrato dual con los Portland Trail Blazers.

## Estadísticas de su carrera en la NBA

### Temporada regular
| Año     | Equipo   | PJ | PT | MPP  | %TC  | %3P  | %TL  | RPP | APP | ROB | TPP | PPP |
| ------- | -------- | -- | -- | ---- | ---- | ---- | ---- | --- | --- | --- | --- | --- |
| 2023-24 | Portland | 4  | 0  | 10.1 | .421 | .143 | .500 | 2.0 | 1.3 | .5  | .0  | 4.5 |
| 2024-25 | Portland | 2  | 0  | 9.9  | .200 | .250 | .500 | 4.0 | .5  | 1.0 | .0  | 3.0 |
| Total   | Total    | 6  | 0  | 10.0 | .345 | .182 | .500 | 2.7 | 1.0 | .7  | .0  | 4.0 |